# Hala Rondo

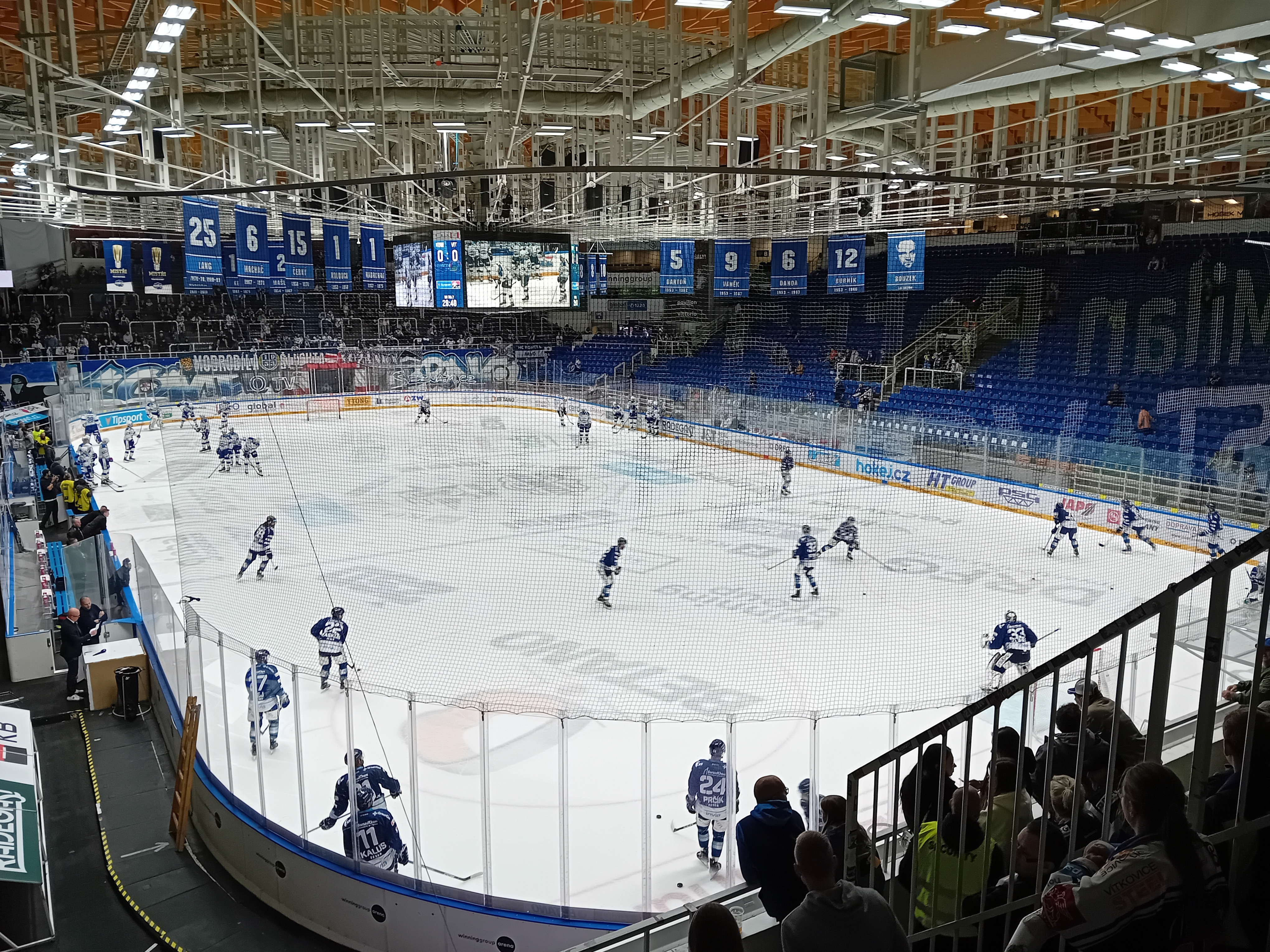
Interiér haly, říjen 2023

Hala Rondo (od srpna 2021 oficiálně Winning Group Arena) je víceúčelová sportovní a kulturní hala v Brně. Nachází se na rohu městských tříd Poříčí a Nové Sady ve čtvrti Staré Brno, na území brněnské městské části Brno-střed. Pozemek stadionu náležel do 60. let 20. století k tehdejšímu katastrálnímu území Nové Sady. Autorem Ronda byl architekt Ivan Ruller. Základní kámen haly byl položen v roce 1972, oficiálně byla otevřena roku 1982 při pořádání mistrovství světa v kuželkách.
Po přesunu ze zimního stadionu za Lužánkami zde své zápasy hraje především brněnský hokejový klub Kometa Brno, pořádají se zde však i koncerty, školicí semináře, nejrůznější sportovní soutěže a kulturní akce. V červenci 2015 proběhlo plánované navýšení kapacity stadionu ze 7 200 na 7 700 diváků, přičemž 11. září 2015 byla poprvé tato kapacita naplněna, a to v rámci úvodního kola ELH 2015/2016 při vyprodaném utkání Brno – Liberec.

## Název
Původní oficiální název tohoto objektu, byl Hala Náplavka podle sousední ulice. Mezi Brňany vžité pojmenování „Rondo“ (podle tvaru stavby) se později přetransformovalo do oficiálního názvu Hala Rondo, který byl nepřetržitě používán do roku 2008. Mezi lety 2008 a 2009 byl využíván sponzorský název Starobrno Rondo Arena, v letech 2009–2011 opět tradiční název Hala Rondo a v letech 2011–2014 nesl stadion oficiálně jméno Kajot Arena. Po přijetí městské vyhlášky zakazující reklamu na hazard se název od 1. července 2014 vrátil k hale Rondo.
K další změně pojmenování došlo dne 9. března 2015, kdy se název haly změnil na DRFG Arena, podle investiční skupiny DRFG. Tento název měl objekt nést po dobu dalších tří sezón. Od roku 2021 jej nahradilo označení Winning Group Arena.

## Dostupnost
Hala se nachází v blízkosti zastávek MHD Křídlovická, které obsluhují tramvaje linek 7 a 8 a autobusové linky 40, 44 a 84. Vede sem i noční doprava. Hlavní vlakové nádraží je vzdáleno asi 15 minut chůze nebo několik minut tramvají.

## Výběr proběhlých akcí
V hale proběhlo mnoho sportovních, kulturních a jiných akcí, z nichž lze jmenovat:
- Sportovní akce
  - Mistrovství světa v kuželkách 1982
  - Fed Cup 1998: čtvrtfinále Česko – Švýcarsko
  - Santa Claus Cup 2007
  - Arenacross Rondo Brno (2008, 2009)
  - Zápas Jágr team – VSK Technika Brno (2008)
  - Fed Cup 2009 : semifinále Česko – USA
  - Hokejový souboj univerzit (2009-2022)
  - KAJOTbet Hockey Games : 2011, 2012, 2013
  - Hokejová exhibice – Morava vs Čechy (2011)

- Kulturní akce
  - Deep Purple
  - Lucie Bílá
  - Chinaski
  - Slash, feat. Myles Kennedy, the Conspirators
  - Hollywood Vampires
  - Elán
  - Team
  - Daniel Landa
  - Karel Gott
  - Alice Cooper
  - Alphaville
  - Alexandrovci
  - Gipsy Kings
  - Uriah Heep
  - Marie Rottrová
  - Jean-Michel Jarre
  - Michal David
  - Tom Jones
  - Scooter
  - Olympic
  - Kryštof
  - Lucie Vondráčková
  - Carl Cox
  - Robert Plant (2015)

- Ostatní akce
  - Lord of the Dance (2008, 2009, 2012)
  - Gaelforce Dance (2008)
  - Mrazík – muzikál na ledě (2010, 2011)
  - Horse Evolution Show (2010)
  - Cirque de Glace (2011)
  - Popelka – muzikál na ledě (2011, 2012)
  - Broadway on ice (2012)